# Eupithecia argentea
Eupithecia argentea es una especie de polilla de la familia Geometridae. La especie fue descrita por primera vez por Mironov & Galsworthy habiendo sido descrita en 2004, con distribución en China. El sintipo de la especie fue descrita en los alrededores de Sichuan. La envergadura es de unos 21 milímetros (0,8 plg). Las alas delanteras y traseras son blanquecinas.